# Johnny Tri Nguyen
Dans ce nom vietnamien, le nom de famille, Nguyễn, précède le nom personnel.
Nguyễn Chánh Minh Trí, connu sous le nom de Johnny Trí Nguyễn, né le 16 janvier 1974 à Bình Dương, est un  acteur et cascadeur américain d'origine vietnamienne.

## Biographie

### Famille et études
Nguyễn Chánh Minh Trí est né le 16 janvier 1974 à Bình Dương au Vietnam. Il quitte son pays natal en 1982 et s'installe à Los Angeles, en Californie avec ses parents, son frère aîné, Charlie Nguyễn et sa sœur aînée, Tawny Trúc Nguyễn. Son oncle, Nguyễn Chánh Tín est un acteur vietnamien. Depuis son enfance, il a étudié les arts martiaux, tradition familiale de la famille Tri. Il a étudié à l'école de nombreux types d'arts martiaux mais se familiarise plus avec la pratique du wushu. En été 1988, il est membre de l'équipe des États-Unis de Wushu. Il remporte sa première médaille d'or aux Championnats panaméricains de wushu à Toronto, au Canada.

### Vie privée
Johnny Trí Nguyễn épouse la chanteuse vietnamienne Vũ Lynn Cathy, connue sous son nom de scène Cathy Viet Thi. Sa femme donne naissance en 2003 à une fille prénommée Nguyễn Chánh Minh Trang Hailey. Elle donne naissance à leur deuxième enfant Nguyễn Chánh Thanh An Tailor en 2005. Le couple divorce en 2008.
Interrogé en 2011 sur sa relation avec ses deux filles, il a déclaré que lui et ses filles ne disposaient pas beaucoup de temps ensemble. Lorsque son ex-femme a emménagé aux États-Unis, il était en mesure de rendre visite à ses filles à quelques reprises. Cependant, quand ses filles ont emménagé en France pour leurs études, il a éprouvé des difficultés à les voir en raison du calendrier académique français très dense.

## Filmographie

### Cinéma

#### Acteur
- 2002 : Nous étions soldats (We Were Soldiers) de Randall Wallace : Lieutenant NVA
- 2002 : The Master of Disguise de Perry Andelin Blake : Ninja
- 2003 : En sursis (Cradle 2 the Grave) d'Andrzej Bartkowiak : Partisan de Ling
- 2003 : First Morning (Buổi sáng đầu năm) de Victor Vũ : Tuan
- 2004 : Ella au pays enchanté (Ella Enchanted) de Tommy O'Haver : Chevalier rouge
- 2004 : Max Havoc, la malédiction du dragon (Max Havoc: Curse of the Dragon) d'Albert Pyun et d'Isaac Florentine : Quicksilver
- 2005 : Confessions of an Action Star de Brad Martin : Combattant d'arts martiaux
- 2005 : Color Blind d'Ethan Tran : Kato (court-métrage)
- 2005 : Demon Hunter de Scott Ziehl : Garde #5
- 2005 : L'Honneur du dragon (ต้มยำกุ้ง) de Prachya Pinkaew : Johnny
- 2006 : Truong Ba's Soul in Butcher's Body (Hồn Trương Ba, da hàng thịt) de Nguyễn Quang Dũng : Trương Ba
- 2007 : Adventures of Johnny Tao: Rock Around the Dragon de Kenn Scott : Bo Ling Pin
- 2007 : Saigon Eclipse (Sài Gòn nhật thực) d'Othello Khanh : Trọng Hải
- 2007 : The Rebel (Dòng Máu Anh Hùng) de Charlie Nguyễn : Le Van Cuong
- 2008 : Kiss of the Death (Nụ hôn thần chết) de Nguyễn Quang Dũng : La Mort
- 2009 : Power Kids (5 หัวใจฮีโร่) (Force of Five) de Krissanapong Rachata : Leader terroriste
- 2009 : Vertiges (Chơi vơi) de Bùi Thạc Chuyên : Thổ
- 2009 : Clash (Bẫy rồng) de Lê Thanh Sơn : Quan
- 2010 : Fool for Love (Để Mai tính) de Charlie Nguyễn : Johnny
- 2011 : Le Septième Sens (7aum Arivu) d'A.R. Murugadoss : Dong Lee
- 2012 : Love Puzzle (Cưới ngay kẻo lỡ) de Charlie Nguyễn : Hồ Sơn
- 2013 : Chinatown (Bụi Đời Chợ Lớn) de Charlie Nguyễn : Phong bụi
- 2013 : Little Teo (Tèo Em) de Charlie Nguyễn : Tí
- 2014 : Iron Horse (Irumbu Kuthirai) de Yuvaraj Bose : Don Stoney
- 2020 : Da 5 Bloods : Frères de sang (Da 5 Bloods) de Spike Lee : Vinh Tran

#### Cascadeur
- 2002 : Nous étions soldats (We Were Soldiers) de Randall Wallace : Cascadeur
- 2002 : Spider-Man de Sam Raimi (en tant que doubleur-cascadeur de Le Bouffon vert)
- 2003 : En sursis (Cradle 2 the Grave) d'Andrzej Bartkowiak
- 2003 : Nudity Required de Steven Boe (en tant que coordinateur de cascades)
- 2004 : Ella au pays enchanté (Ella Enchanted) de Tommy O'Haver
- 2004 : Starship Troopers 2 : Héros de la Fédération de Phil Tippett
- 2004 : Spider-Man 2 de Sam Raimi (en tant que doubleur-cascadeur de Spider Man)
- 2004 : The Dark Agent and the Passing of the Torch Chapter 7 de Michael Kehoe (court-métrage)
- 2004 : Collatéral de Michael Mann
- 2005 : Confessions of an Action Star de Brad Martin
- 2005 : Color Blind d'Ethan Tran (en tant que coordinateur de scènes d'action)
- 2005 : Demon Hunter de Scott Ziehl
- 2005 : Serenity de Joss Whedon
- 2005 : Jarhead : La Fin de l'innocence (Jarhead) de Sam Mendes
- 2007 : Adventures of Johnny Tao: Rock Around the Dragon de Kenn Scott
- 2009 : The Perfect Sleep de Jeremy Alter : Doubleur-cascadeur de Le Rajah
- 2010 : The Prince and the Pagoda Boy (Khát vọng Thăng Long) de Tạo Lưu Trọng Ninh (en tant que coordinateur de scènes d'action)
- 2011 : X-Men : Le Commencement (X-Men: First Class) de Matthew Vaughn
- 2012 : Blood Letter (Thiên mệnh anh hùng) de Victor Vũ (en tant que coordinateur de scènes d'action)

#### Chorégraphe des combats
- 2007 : The Rebel (Dòng Máu Anh Hùng) de Charlie Nguyễn
- 2009 : Clash (Bẫy rồng) de Lê Thanh Sơn
- 2013 : Chinatown (Bụi Đời Chợ Lớn) de Charlie Nguyễn

#### Producteur
- 2005 : Color Blind d'Ethan Tran (court-métrage)
- 2007 : The Rebel (Dòng Máu Anh Hùng) de Charlie Nguyễn
- 2009 : Tea and Remembrance de Ron Yuan (en tant que producteur exécutif du court-métrage)
- 2009 : Clash (Bẫy rồng) de Lê Thanh Sơn

#### Scénariste
- 2007 : The Rebel (Dòng Máu Anh Hùng) de Charlie Nguyễn
- 2009 : Clash (Bẫy rồng) de Lê Thanh Sơn

### Télévision

#### Acteur
- 1998 : Le Flic de Shanghaï (Martial Law) : Voyou
- 2003 : Alias : Garde chinois
- 2004 : The Shield : Charlie Kim
- 2005 : House of the Dead 2 de Michael Hurst : Braxton (téléfilm)

#### Cascadeur
- 1997 : Buffy contre les vampires
- 1998 : Le Flic de Shanghaï (Martial Law)
- 1998 : Charmed
- 1998-1999 : Mortal Kombat: Conquest
- 1999 : Angel
- 1998 : Mortal Kombat: Conquest (Buffy the Vampire Slayer)

## Doublage francophone
- Patrick Borg dans :
  - L'Honneur du dragon